# Encyklopedia Solidarności
Encyklopedia „Solidarności”. Opozycja w PRL 1976–1989 – praca zbiorowa wydawana od 2010 roku. Inicjatorem przedsięwzięcia było Stowarzyszenie Pokolenie, realizacją zajmuje się Instytut Pamięci Narodowej. Dostępna w wersji elektronicznej oraz papierowej (ISBN 978-83-7233-021-5 – całość).

## Historia
Encyklopedia powstała jako dokumentacyjny projekt internetowy. Jej celem jest przedstawianie historii ruchów opozycyjnych, stanowi największe kompendium na temat działalności opozycji w PRL w latach 1976–1989. Od 1 sierpnia 2019 roku redaktorem naczelnym strony internetowej „Encyklopedii Solidarności” jest dr Tadeusz Ruzikowski. Encyklopedia składa się z następujących działów:
- Ludzie (wg stanu na rok 2020 – 4800 biogramów)
- Regiony, Struktury, Wydarzenia (wg stanu na rok 2020 – 1800 haseł rzeczowych)
- Prasa (wg stanu na rok 2020 – informacje o najważniejszych z ponad 5500 niezależnych czasopism, jakie ukazywały się od 1976 roku do momentu zniesienia cenzury, ponad 150 tysięcy stron czasopism podziemnych)
- Kalendarium
- Varia
- Dokumenty

Ponadto dodatki:
- Relacje
- Wirtualna Czytelnia Bibuły

Od 2010 roku Encyklopedia jest publikowana również w klasycznej formie papierowej – w tzw. systemie holenderskim. Według deklaracji Redakcji, po wydaniu wszystkich tomów całość Encyklopedii zostanie zindeksowana.
- Pierwszy tom (2010) zawiera 1130 biogramów i haseł rzeczowych
- Drugi tom (2013) zawiera 1217 biogramów i haseł rzeczowych
- Trzeci tom (2019) zawiera 1111 biogramów i 408 haseł rzeczowych
- Czwarty tom (2020) zawiera 881 biogramów i 326 haseł rzeczowych

## Tomy wydane
- Encyklopedia „Solidarności”, tom 1: Opozycja w PRL 1976–1989, red. Mirosława Łątkowska (redaktorka naczelna), Adam Borowski, Włodzimierz Domagalski-Łabędzki, prof. dr hab. Antoni Dudek, dr Łukasz Kamiński, Przemysław Miśkiewicz, dr Grzegorz Waligóra. Recenzenci tomu 1.: prof. dr hab. Mirosław Golon, prof. dr hab. Andrzej Paczkowski, prof. dr hab. Wojciech Polak. Warszawa – Instytut Pamięci Narodowej – Komisja Ścigania Zbrodni przeciwko Narodowi Polskiemu 2010 – Warszawa: Oficyna Wydawnicza Volumen 2010 – Katowice: Stowarzyszenie Pokolenie 2010. ISBN 978-83-7233-022-2 (tom 1.)
- Encyklopedia „Solidarności”, tom 2: Opozycja w PRL 1976–1989, red. nauk. dr Grzegorz Waligóra (redaktor naczelny), prof. dr hab. Antoni Dudek, dr Łukasz Kamiński, Przemysław Miśkiewicz, Łukasz Sołtysik. Recenzenci tomu 2.: dr hab. Zdzisław Zblewski, dr Marcin Zwolski. Warszawa – Instytut Pamięci Narodowej – Komisja Ścigania Zbrodni przeciwko Narodowi Polskiemu 2012 – Warszawa: Oficyna Wydawnicza Volumen 2012 – Katowice: Stowarzyszenie Pokolenie 2012. ISBN 978-83-7233-116-8 (tom 2.)
- Encyklopedia „Solidarności”, tom 3: Opozycja w PRL 1976–1989, red. nauk. dr Grzegorz Waligóra (redaktor naczelny), Łukasz Sołtysik (zastępca redaktora naczelnego), dr Kamil Dworaczek (sekretarz redakcji), Leszek Próchniak, dr Marcin Zwolski. Recenzenci tomu 3.: dr Andrzej Boboli, prof. dr hab. Przemysław Waingertner, Warszawa – Instytut Pamięci Narodowej – Komisja Ścigania Zbrodni przeciwko Narodowi Polskiemu 2019, Katowice – Stowarzyszenie Pokolenie 2019. ISBN 978-83-8098-654-1 (tom 3.)
- Encyklopedia „Solidarności”, tom 4: Opozycja w PRL 1976–1989, red. nauk. dr Jan Olaszek (redaktor naczelny), dr Tomasz Kozłowski (zastępca redaktora naczelnego), Grzegorz Wołk (sekretarz redakcji), dr Kamil Dworaczek, dr Przemysław Zwiernik. Recenzenci tomu 4.: dr Bartosz Kaliski, dr hab. Patryk Pleskot, Warszawa – Instytut Pamięci Narodowej – Komisja Ścigania Zbrodni przeciwko Narodowi Polskiemu 2020, Katowice – Stowarzyszenie Pokolenie 2020. ISBN 978-83-8098-964-1 (tom 4.)